# アルバロ・ウリベ

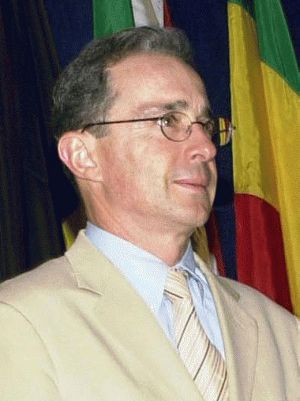
撮影: Ana Nascimento - ABr. 2003年9月16日

アルバロ・ウリベ・ベレス（Álvaro Uribe Vélez、1952年7月4日 - ）はコロンビアの政治家。現在、同国上院議員。第58代大統領を務めた（在任2002年 - 2010年）。

## 生い立ちと学歴
アルバロ・ウリベはアルベルト・ウリベ・シエラとラウラ・ベレスの間に5人兄弟の長男として生まれた。母は市会議員であり、父は富裕な牧場経営者であった。アルバロが10歳の時ウリベ家はサルガールの牧場からメデジンへ越している。アルバロはイエズス会及びベネディクト会が経営する学校に通っている。1970年にホルヘ・ロブレド学院に進学し、アルバロは成績により後期2年間は全ての試験を免除された。
ウリベはその後アンティオキア大学で成績により奨学金を受けながら学び、1977年に法律学の学位を得た。その頃からウリベはコロンビア自由党の青年組織自由青年団に参加している。
1993年にはハーバード大学で行政学と経営学の専攻を終えた。その時に紛争交渉コースも受講している。1998年から2000年にはイギリス議会のシモン・ボリバル奨学金を得てケンブリッジ大学の聖アントニー・カレッジの上級客員研究員となった。

## 政治的経歴
1977年にウリベはメデジン公共事業会社の財務部主任になった。1977年から1978年にはアルフォンソ・ロペス・ミケルセン大統領の元で労働長官を務めている。この頃に結婚した。
1980年から1980年までフリオ・セサル・トゥルバイ・アヤラ大統領の指名で文民航空局長を務めた。
1982年からはメデジン市長を務めるためにこの職を離れた。3ヵ月間の在任期間中に彼はいくつかの公的な仕事をした。
批評によればウリベの業績としてメデジンの貧困層の大規模住宅事業、植林キャンペーンの2つが挙げられる。これらはメデジン・カルテルの麻薬王の一人であるパブロ・エスコバルが市民の共感を買うために始めた事業だった。ウリベは麻薬組織と公然と関係を持っていたために解任された。
1983年にウリベの父・アルベルトは麻薬取引を行う知人のヘリの中でFARCにより誘拐の後殺害された。アルベルトはアメリカの麻薬取締局 (DEA) によるコロンビアへの身柄引渡請求の対象者であった。父の死後、ウリベは父のものとなった所有財産を処分し、コロンビア自由党のメンバーとして職掌に専念した。
この後1984年から1986年まで彼はメデジンの市会議員を務めた。

### アンティオキア州選出上院議員
ウリベは1986年から1990年まで及び1990年から1994年までの2期にわたり、アンティオキア州選出の上院議員に選ばれた。
そこでウリベは7つの委員会の委員長を務め、法案を支持した。扱われた内容は、住宅改革、労働改革、行政職の促進、サッカークラブへの民主的な融資、信用組合の促進、教員共済の創設、黒砂糖の生産、家長としての女性の保護など。
幾つかの立法行為、特に1990年の法律50号と1993年の法律100号が労働市場の自由化を進め社会保障の民営化と大衆化を許したとして後に批判されている。後に多くの研究機関もどちらの法律もコロンビアの労働及び保健関係において極めて逆効果であり、より大きな改革が必要となっていると結論付けている。
2期目にウリベは公式非公式に「優秀な上院議員」（1990年、1992年、1993年）、「優秀な法案発議者」（1992年）として顕彰された。

### アンティオキア州知事
1995年から1997年までの任期でウリベはアンティオキア州知事に選ばれた。
在任中にウリベは自身の描いたコミュニタリアニズム的国家モデルを実践した。それは理論的には政策決定の過程への活発な市民参加によって構成されるものであり、このモデルは雇用、教育、行政の透明化、治安などの改良をもたらすのに有用であると主張された。
ウリベの政策には州政府自身の統計によれば公務員の34%削減や公用車の35%削減も含まれた。私立学校との契約により102,000人の定員が増やされ、4万人が平和的な紛争交渉のために訓練された。補助金を受けた保険制度への貧困層の加入者は120万人に上る、939kmの道路が舗装された（実際に当時よりアンティオキアの半分以上の道路が舗装されたと断定される）、通話可能な電話回線が2倍になった、奨学金の枠が増えた、とそれぞれ主張されている。ウリベは誘拐を60%減らし、メデジンと首都ボゴタの間の道路の安全を確保し、多くの歳出を削減することで州政府を財政再建に繋げた、と信じられている。
権力の範囲内でウリベは、1994年の2月11日のコロンビア国防省令によって創設された住民の相互監視組織の国家プログラムCONVIVIRを公然と支援した。CONVIVIRはすぐに議論の対象になった。
報告書ではいくつかの例でコミュニティに治安をもたらし軍に情報調整をもたらすという成果が得られたと主張されていた。しかし実際には厳密なそれら組織や作戦への監督もなされず、多くの構成員が民間人への暴力に関与していた。1998年にヒューマン・ライツ・ウォッチは「中マグダレナや南チェザール地域のCONVIVIRグループがよく知られた準軍組織に指揮されており、ゲリラのシンパと看做されたり、共同グループへの参加を拒否したコロンビア人を暗殺すると脅迫しているという信頼できる証拠を得ている」と声明した。
多くの政治的議論の末に1997年9月コロンビア憲法裁判所はCONVIVIRが機密情報を集めること及び軍事レベルの武器の携行は禁止されるべきであるとの決定を表明した。その他の規制によりCONVIVIRに対する法的な監督が強化されることが含まれたため、1998年の初めには武器や人員に関して収集した情報を供出しなかった数十のCONVIVIRグループは資格を停止されることになった。これらの手段によりいくつかは武器を提出し解散するものもみられた。制限された武器のうちの237つは1997年末までに権威の元に返された。そのほかのグループは応ぜず、AUCのような準軍組織に合流した。

## 2002年大統領選挙
前大統領アンドレス・パストラーナの任期中の4年間で対ゲリラ政策である平和的プロセスに向けた和平交渉やゲリラそのものへの支持が減る中で、アナリストは政治的なムードがかわったと考えた。常に自由党内で活動してきたウリベは2002年の大統領選挙に独立した候補者のように現われた。主要な候補者は自由党の代表で前の蔵相だったオラシオ・セルパ、前の外相で Movimiento Sí Colombia のノエミ・サニン、独立民主極の代表ルイス・エドゥアルド・ガルソンがいた。何人かのリベラル系の候補および保守党の候補ファン・カミロ・レストレポなどは立候補を辞退しウリベの支援に回った。
少なくとも選挙の1年前まではアルバロ・ウリベの有権者の支持率は2%以下で事実上自由党のオラシオ・セルパが勝利するだろうと予想されていた。しかし和平交渉の頓挫を受けて、「潜在的に国内の反乱に対応できる『実行可能なセキュリティプログラム』を持つ候補」はウリベであるというそのキャンペーンが功を奏し始めた。酷似したプログラムを提案していた前将軍のアロルド・ベドヤ・ピザロ候補はウリベに合流した。
ウリベの選挙演説はコロンビアの主要なゲリラであるFARCとの対決にかかる政策が中心であった。その他の政策は歳出削減、腐敗と戦う、国の政治的・経済的関心事のいくつかのものを解決するために国民投票を提案する、であった。
非公式に自由党から離れ独立系リベラル候補として選挙戦に臨んでいたウリベは、2002年5月26日の第1次投票で53%の得票で大統領に選ばれた。ウリベのパートナー、フランシスコ・サントス・カルデロンは自由党の名門サントス家の出でコロンビア最大の日刊紙『エル・ティエンポ』の所有者であった。オラシオ・セルパの得票は31.8%だった。
選挙管理者は大統領選挙には全国的には不正がほとんどなかったという見解を示した。しかし実際には投票者や対立候補への準軍組織やゲリラからの威嚇が頻繁に起きていた実例が挙がっている。有権者の投票率は46.8%であり、選挙前から投票率が低下していた。
いくつかのウリベの反対者はウリベのキャンペーンに対し、彼を告発した。特にオラシオ・セルパの演説や同年にウリベを取材したニューズウィーク誌のジョセフ・コントレラスの記事である。非難が特に対象としたのはウリベがメデジン・カルテルの成員と個人的な関係があったという過去の事実及び複数の準軍組織の広報者が公然とウリベ候補を支持していたことである。そのような告発はウリベとその支持者により否定あるいは黙殺された。批評家もそれに対しコメントも法的処置も執ることはなかった。

## 大統領時代
大統領としてのウリベに世論調査（通常の収入により分類された電話番号の無作為標本に基づく、一部戸別訪問の面接によるものを含む）は多くのコロンビア人（2003年時点で約70%）による先例がないレベルの支持を一貫して示した。
調査によれば広範囲であるが、社会の中流およびより高い収入の階層の間で顕著なウリベの相対的な人気の高さは、大部分はウリベの政府のFARCとELNに対する、および一部の準軍組織 (AUC) の構成員を復員させ始める努力がなされたことへの比較的成功したキャンペーンによると考えられる。アナリストの指摘によればこの現象の別の面は、一部で他のコロンビア人や政治家の理想像として解釈される、「カリスマ的な24時間のワーカホリック」として、および「個人・財政の緊縮の推進者」としてのウリベに対する一般化されたイメージに関係がある。
ウリベとその閣僚は週末にボゴタを離れ遊説する。そして、ウリベが実践するコミュニタリアニズム的国家モデルの一環として、コロンビア全域の遠隔の地方を含むすべての地域で毎週コミュニタリアン会議を組織する。これら数時間にわたる遣り取りは、国の公共のチャンネルのうちの1つで全国にテレビ放送を通じて生中継される。これらの定期的な会議の目的は、市民参加を促進し、一般から聞くことで彼らの異なる関心事について議論することで直接のフィードバックを地方自治体と交換することにある。これらの会議が「官僚的形式主義」の単純化によりローカルな問題の解決の進捗の程度を変えることに寄与しており、「勤勉で平易に話す政治家」としてのウリベのイメージを強化して、ウリベの人気のレベルを維持を保証している、と広くウリベの支持者の間で考えられている。
ウリベの支持者は、不法な武装したグループとの戦いでウリベが著しい結果を達成しており、この努力が民間人の交通が1990年代に放棄された多くのコロンビアの道へ返ることを可能にし、また彼が国内通商（成長）を刺激し、失業を縮小するマクロ経済学の手段を実践しようとしたと看做している。
ウリベの反対者の多くは、ウリベの人気が過大評価によるもので、ほとんどの調査が電話線あるいは他の標準投票方法へのアクセスのない貧しい田舎・都市の投票者（恐らくウリベの政策を支持しない投票者）の見解を表してはいない、と信じる傾向がある。またウリベはコロンビアの問題に十分には取り組んでおらず、彼らに寄与していない、セキュリティと人権の状況はまだ相当に脆弱なままであると考えるものもいる。多くの批評家は、さらにウリベの会議でのカリスマの使用はポピュリズムの一形態であり、ウリベは国の憲法と法的秩序を破ることがなくとも、ウリベの演じる権力主義への転落に結びいていくであろう、と評している。

### 治安政策
ウリベは優先事項がコロンビアの3つの主な武装勢力、AUC、ELN、及びFARCを抑える、或は破ることであると宣言し、ウリベが就任して以来、すべての3つのグループ、特にFARCに対して始められた軍事行動は強度を増している。2004年11月7日にコロンビアの軍情報部はすべてのゲリラユニットが彼を暗殺するように求めるFARCの指導層からの通信を傍受した。
ウリベは在任期限が切れた後であれ、よりフレキシブルな立場でゲリラを交渉の場に戻らせるには政府が最初に軍事的優越を示さなければならない、と述べた。ウリベはコロンビアの現在の主な関心事がテロの挑戦と麻薬取引であることに言及した後、「もちろん、我々はコロンビアで社会的不公正を排除する必要があるが、1番目は何か? 平和だろう。」と語った。
ウリベの治安プログラムは、「民主的治安」政策として自身が概念化した戦略に基づいている。
定義された目標
1. 徐々に、すべての自治体で警察の存在を回復する
2. 社会的に衝撃の大きい犯罪に対して訴訟を増加させる
3. 公共機関の強化
4. 人権侵害を抑える
5. テロ組織の解体
6. 誘拐と強要を抑える
7. 殺人件数を低減させる
8. 強制移住を中止し、被強制移住者の帰還を支援する
9. 不法な麻薬取引の禁止、根絶、および訴訟などにより戦い続ける

目標達成のための方針
1. 民間人をより活発に従事させる
2. 兵士の支援
3. 機密総量の増大
4. 国道の支配権の回復維持
5. 不法なグループを解隊する
6. 軍隊のサービスの統合
7. 国防費の増大

この方針は排他的に軍の見解で民間人を軍、準軍組織、およびゲリラ兵からの暴力の危険を増加させる状況と場所に配置することに繋がる、としてウリベの政敵といくつかの人権機関を含むコロンビアで内外で論議を呼んでいる。
ウリベ政権は2002年前半に高所得のコロンビア人と企業の流動資産に対し8億USドルを目標に、1.2%の1度限りの税金を課した。当初の期待を凌いで最終的な支払い割当てが作られる前に6億5000万ドル以上が集められていた。別の目標は2006年までにおよそ3.6%のGDPの現在のレベルから6%のGDPに防衛費を上げることである。 
2004年8月からの公式の政府統計情報によると、2年間で、コロンビアでの殺人、誘拐、およびテロ攻撃は（事実とすればおよそ20年で最も低いレベルである）最大50%減少したとされ、2003年に2002年よりも（事実であれば27%減となる）7,000の殺人の減少があったとしている。また2004年4月までには、政府はこの何10年間で初めて、警察か軍の常時駐留をあらゆるコロンビアの自治体に確立したとしている。
コロンビアの在ワシントン大使館は声明で、この政策の成果により「4年前より60%軍備の整った兵士、国家の領土中への軍隊の移動性をかなり改良した輸送ヘリ、FARCとAUCに対する戦いでの攻撃性を高めた攻撃ヘリ、ライフル銃と弾薬を含む基本的な戦闘用供給の増加、重大な人権侵害に対する苦情の（受理の）減少」が得られたとしている。
多くのアナリストが、セキュリティ（の大部分）と（軽微な）人権の領域にいくつかの事実上の改善が得られたと受け入れる傾向はあるが、特に準軍組織（に限らず）の深刻な問題への重大な関与を示す情報を指摘しつつ、いくつかの声明の正確な信頼性と内容に疑念を持っている。
2005年1月にヒューマン・ライツ・ウォッチはこの政策が以下の問題を適切に記述できていないように見えると表明した。「準軍組織はコロンビア軍部隊との固い結びつきを維持している。ウリベ政権は未だに準軍組織と共同作戦をとった確証のある軍の高官の捜査や訴追によりこれらの結びつきを絶つという効果的な動きをとらない。（軍や警察が）コロンビア革命軍を締め出したとする複数の地域を準軍組織が支配し、民間人に無差別に攻撃を仕掛け続けていることを示す信頼できる報告がある。殺害した民間人をゲリラ兵に偽装することで、戦果を水増ししているという指摘もあるMarch 30, 2009　Plan Colombia: The New Military Strategy for Afghanistan?　by Garry Leech。
2005年2月の国連人権高等弁務官の2004年の報告では、「人権や国際人道法の面で達成や進歩がみられるものの、依然として困難や矛盾がある。防御及び早期警戒システムの強化によるコミュニティの保護や防止が、内務省の傷つきやすいグループの保護プログラム同様に普及が記録されている。弱点は政権が傷つきやすいグループへの危険度が減った分、警戒システムに固執していることにある。政府は保有する対人地雷の破壊について積極的に記録を始めた。軍は時折人道的原則に反する作戦を実行している。」と言及されている。
多くの人権団体から批判されている、軍の司法警察に令状なく通信傍受や一定の逮捕を許し、権限を与えている反テロ法は、2003年10月11日に可決されたが、他の法案の成立に向けた付加により、承認の手順における不正のため2004年8月に憲法裁判所の見解により停止された。アナリストによれば2005年時点でウリベ政権が同様の法案を再提出する動きは今のところみられない。

### 外交政策
政権を得てからウリベは「麻薬商人の厳格な敵」として振る舞うようになった。それは彼の政権がこれまでより多くの麻薬商人を逮捕、及び米国その他の国への引渡しをしていることに現れている。
ウリベはまたアメリカによる（反対意見に拘らずイラクへ侵攻したことも含め）対テロ戦争と、プラン・コロンビア戦略を通じて継続されている対麻薬作戦である麻薬戦争を公的に支持していることでも知られている。
ウリベは、2004年10月22日カルタヘナを訪れたアメリカのジョージ・W・ブッシュ大統領にウリベ政権の治安政策の成果について報告し、ブッシュはプラン・コロンビアによる支援の将来的な継続に対しても支持を表明し、「我が国はコロンビアがこの重大な闘争に打ち勝つために支援を続ける。2000年にプラン・コロンビアを始めて以来、アメリカは重大な援助に30億ドル以上提供してきた。我々は支援を続ける。我々は麻薬の生産と戦い、より効果的で透明な司法システムをつくり、軍と警察の規模と専門性を高め、人権を守り、腐敗を減らすなどしてコロンビアの民主主義を強める助けをしてきた。大統領、君と君の政権は我々を失望させない。プラン・コロンビアは我が国では（民主・共和）両党の支持を広く得ている。来年もわが国会にこの勇気のある国が麻薬テロリストとの戦争に勝利するための支援の更新を求めるつもりだ。」としている。
ウリベ政権はスペインや多くのラテンアメリカ諸国とも積極的な外交関係を保っている。2004年のベネズエラとパイプラインの接続に関して、2005年のパラグアイと治安と対麻薬売買の共同作戦に関して、2004年のボリビアとの技術と通商に関する共同合意、スペインとの防衛協定（2004年に更新されて依然有効）、2005年4月の中国との経済と文化に関する合意、などの協定を結ぶ。
複数のアナリストはアメリカの同盟者であるウリベはイデオロギー的にラテンアメリカその他の左派政権に反対なのではないかと考える。イデオロギーの違いに拘わらずウリベは、ウゴ・チャベス、マルティン・トリホス、ルーラ・ダ・シルヴァ、リカルド・ラゴス、カルロス・メサ、ビセンテ・フォックス、その他と会合あるいは会談を持った。コロンビアはキューバ、中国とも外交関係がある。
ウリベ政権下でコロンビアとベネズエラの間には外交危機、事件があった。特に2005年にロドリゴ・グランダ事件に関して、コロンビアの2004年のスペインからの46台のAMX-30戦車の購入失敗、準軍組織の主張による2004年のベネズエラ侵攻計画などである。これらの国際的に困難な状況は相互の大統領の外交チャンネルを通じたやりとりや会談により（前者2つは）回避された。
国際法の執行に関する協力関係は、アメリカ、スペイン、イギリス、メキシコ、エクアドル、ベネズエラ、ペルー、パナマ、パラグアイ、ホンジュラスおよびブラジルのような国々と特に維持された。
ウリベ政権は、ペルーとエクアドルと共にアメリカとの自由貿易協定に署名するための一連の交渉に現在参加している。

### 社会経済政策
ウリベ政権は貸付金の保証を受け、歳出の削減、負債の支払い継続に同意し、公営企業を民営化し投資家の信用醸成に努めるなどしてIMFや世界銀行との関係を維持し「財政的な正統性を守っ」ている。政権及び前述の機関によれば、「コロンビアはこれらの手段でインフレや国家の赤字の規模の削減に成功」している。
政府の社会政策顧問のファン・ロザーノは2005年2月に政権の社会経済政策について説明した。健康保険加入者の500万人増加（総加入者1,540万人の内の350万人が2004年に加入）、家族福利局 (ICBF) の食事及び医療給付を受けた者の200万人増加（2004年の総計660万人）、全国学習サービス協会 (SENA) の定員の170万人増加（2004年の総計270万人）、中小企業への少額融資の157%の増加、2002年12月の失業率15.6%から2004年12月の12.1%への低下、貧困層への住宅プロジェクトによる20万件の住宅の増加、小学校と高校の計75万人の定員増、26万人の大学の定員増、7万人の被強制移住者の帰還（800%の予算執行）、定年前に経済補助金を求める人への支援プログラム17万人から57万人、としている。
同顧問は続けて、「より大きな成果が求められる。これらの進歩はウリベ政権の社会指標に対する前向きな努力を示している。」とした。
ウリベ政権によれば「カルボコル、テレコム、バンカフェ、ミネルコル、その他のような（元公営）企業は、財政危機か歳出過剰にあった」として。民営化やリストラを受けた。
ウリベ政権は直接的な批評によれば、新自由主義と看做されている。「伝統的な貿易スタイルや税制では中小企業や労働者より個人や海外の投資家に利益が渡る」として、「それでは貧困や失業の理由が説明されない」とする議論がある。多くの民営化や「清算」はIMFや世界銀行、多国籍企業の圧力の元に行われた、その結果様々な国の産業が長期にわたり打撃を受けている、と労働者グループや組合から非難がある。ウリベの支持者は、一人当たりGDPの伸び、「堅実で持続可能な経済成長」、低いインフレ、賃金の上昇、失業率の低下、ウリベ政権の社会支出の増大、を指摘し反論している。

### 2003年の国民投票
ウリベの運動により提案された国民投票は、議会による修正と違憲立法審査権の審議を受けた。議論の結果、取り除かれた局面には、行政府の議会（法律）に対する拒否権の提案、提案全体を「はい」か「いいえ」の選択のみにより投票させる、州や市の財政査察官の廃止、などを含んでいた。
この提案は2003年10月25日の投票で否決された。また翌日の地方選挙でこの提案に反対の意思表示をしていた左派候補が多数当選した。
国民投票の成立には15の提案のそれぞれについて少なくとも有権者の25%の投票率が必要とされた。しかし、実際の総合的な参加は24.8%だけであった、そして、最初の提案（「不正による政治的死」）だけがこれを達成した（すべての提案で投票のかなりの大部分が賛成票であった）。 
アナリストには「政治的イベントの組み合わせがウリベ政権に国民投票運動の失敗という政治的停滞をもたらした」とするものもいる。反対派の特に独立民主極やコロンビア自由党による「積極的棄権」及び白紙投票運動が「十分に彼らの同情者を納得させ、家に滞在して翌日代わりに選挙に参加する」かたちで功を奏したとしている。
ウリベの支持者のいくらかは、議会と憲法裁判所によるウリベ提案の修正を不服として、どちらにも参加しなかったとしている。
2003年9月にウリベ大統領は、ほとんどの他の洗練された組織とソースからの批評を尊重するとしながら、「人権組織の中に『テロのエージェント』が潜んでいる」とした演説を行った。ウリベは別の機会にも同様の主張を繰り返している。
これらの声明は人権に関わる職務や反対者を危険に晒すとしてコロンビア内外から厳しく批判されている。これら声明と富裕な牧場主というウリベの家庭の立場から、批評家はウリベの麻薬密売人や準軍組織との「過去の」繋がりを断定してきた。
2003年には国内外の議論の的となっている、「停戦の意思を表明し、前年から連絡を取っていた」準軍組織AUCの司令官カルロス・カスターニョ・ヒルとの交渉が続けられた。

### 再選提議
2004年にウリベはコロンビア憲法の改正を図り、後に憲法裁判所の承認を受け、大統領への再任を可能にした（1991年の憲法では大統領の任期は1期に限られた）。
ウリベは当初連続での就任は望まないとしていたが後に意向が変わったとしている。
多くのアナリストが、この改革の承認を保証するために、国会議員の関係者により申し立てられた課題への間接的な贈賄として知覚されうる陳情団や彼らの選出地への投資の約束などを通じて、ウリベはそれの公約を怠るだろうと考えた。ウリベの支持者は、実際にそれらは贈賄ではなく、政治上の交渉を通して議会におけるウリベの方針に返される必要のあったさまざまなセクターの中からの合意であると考える。
参照:英語版ウィキニュース

### 準軍組織の非武装化
2004年にAUCの主要な司令官が「停戦」の意思を表明してサンタ・フェ・デ・ラリトに集まることに合意した後、年末にはまず「一般」戦闘員の武装解除と政府の更生プログラムへの統合が始められた。
残虐行為の責任を負うべき、おもなAUCの司令官たちは集中区域で保護され、政府の和平担当高官ルイス・カルロス・レストレポと話し合いを続けている。メデジンで最初に武装解除された元準軍組織メンバーの多くは現在AUCには属せず、これらに関与していない。年が明けると、AUCの司令官たちは、孤立した場所からでは隊員の統制が困難だ、既に20%の兵力を武装解除した、重要な動きをする前に必要な法的枠組みを待つ、などと主張した。

### 選挙準備
2005年はウリベ及び国会議員にとって選挙の年であり、それぞれ2006年の5月、6月に行われる選挙に向けて体制づくりがなされる。
コロンビア軍の小隊に対する一連の攻撃で軍は少なくとも36人の死傷者を出したことから、（受動的判断ながら）アナリストの一部はFARCが2月に活動を再開したサインを示し始めたとみている。ウリベは「コロンビア軍は彼らの活動に対して以前から成功を収めている」としながら、「FARCが強い勢力を維持し、一度も後退したことがなかった」と演説した。またウリベは「彼らは自分達の待ち伏せの間に民間の標的を痛付ける」として「FARCは臆病者であると考える」と挑発した。
完全に武装解除した元準軍組織メンバーの復員についての「正義、償い、および真実」の要件を記述する法的な条項の詳細の含意する議論の膠着により、AUCとの交渉に対する社会的な不安も増大している。多くの観測者によれば、AUCの停戦は効果を上げておらず、準軍組織の活動は（幾分低下したものの）継続しており、コロンビアの民間人や国際団体の被害者が増えている。

### 日本との関係
2005年4月に来日し天皇（現上皇）と会見し、小泉純一郎内閣総理大臣と会談した。2008年11月、アジア太平洋経済協力（APEC）首脳会議のためペルー・リマを訪問した麻生太郎内閣総理大臣と会談。

### ベネズエラとの関係
2010年2月22日、中南米カリブ海32カ国の代表による首脳会議が行われた。その夕食会の席上、ウリベとベネズエラのウゴ・チャベス大統領がコロンビアのアメリカ軍への基地提供などをめぐって激しい口論になり、チャベス大統領が「くたばりやがれ」などと言い放つ一幕があった。

## 議論と批判
ウリベは政治家としても大統領としてもその言動が議論の対象になった。観察者はコロンビア内外ともに彼の支持者と反対者の間の著しい政治的な分裂の傾向に注目するといえる。

### 初期の政治的議論
批評家はウリベの父親がFARCに殺害された1983年にアルバロ・ウリベの背景に麻薬王の一人でまた実際に準軍組織の雇い主の一人でもあったファビオ・オチョア・レストレポとの個人的な関係があったことを調査した。幾人かはウリベの父もそれらに参画していたことを示唆した。ウリベ自身とウリベの支持者は麻薬取引への直接的関与を否定するもののオチョア家とその組織との関係を持った経緯について語ろうとしない。
批評家はさらにウリベの文民航空局長時代についても麻薬密売人が飛行機のライセンスを取得し滑走路の使用を阻止する手立てを何も採らず、さらに国際的に活動する許可を与えたと批判する。ウリベの支持者はそれらの防止や起訴はウリベの事務の管轄外で、公式の法執行当局が責任があったと主張する。
別のよくある批判はウリベがメデジン市長時代から上院議員時代までパブロ・エスコバルとの個人的な友人であったことに関してである。批評家のうちには以前はウリベが資金提供を受け、受動的に麻薬取引に関わっていたとみるものもいる。ウリベ自身はこれを強く否定しているが、個人的な関係については未だ公式に否定していない。
別の観察者やウリベの支持者は「実際に麻薬カルテルからの反攻の結果（死、誘拐、逃亡）に直面せずに支配することを望んだ政治家であっても、麻薬カルテルとの限られた受け身のつき合いは避けられなかった」として、「メデジン市長、上院議員、アンティオキア知事といったウリベの1980年代及び1990年代の政治的地位に注意すべき」としている。上院議員時代のウリベが麻薬商人の引き渡しに反対したと考えられることの意味合いについても議論の対象になっている。「非常に強力なカルテルに対処する際に部分的に懐柔的な姿勢が1980年代と1990年代前半の間には必要だった」と多くの政治家が主張している。
ウリベはそういった者の送還に反対したことはないと主張しているが、「麻薬王からの可能なかぎりの干渉を制限するため」としてその件で次の1990年の国政選挙の後まで決断を延ばすことを支持した。大統領執務室からの公式声明は続けて「この立場は1989年の議会文書と報道発表によって照会できる」と述べた。
この例として、セサル・ガビリア大統領時代のコロンビア制憲議会で、メデジンの警官50人の暗殺、『エル・ティエンポ』紙の爆破、国際線のハイジャックなどの後にカルテルメンバーの引渡しを停止したことを挙げている。前身がコロンビア内戦時の左派ゲリラの M-19 が、他のゲリラグループとともに、このとき政党化しており、（主な引き渡し先である）アメリカの内政干渉に応じる必要はないとの考えから引渡しに反対した。
批評家はまたCONVIVIRへの支援によりウリベが事実上の準軍組織の同盟者になったと考える。しかし、今までにこの件に関して如何なる告発も特定の証拠も、如何なる裁判所の前にも法的に提示されたことがない。ウリベ支持の観察者は「CONVIVIRは結果的に失敗し法的な指揮を失ったが、ペルー等の他国で実行され成功した合法的なプログラムの拡張になるはずだった」と主張した。

### 政策に関する議論
ウリベは、ウリベの反対者からFARCやELNへの姿勢と新自由主義経済政策から「右派強硬路線」と特徴付けられる。
これらの認識と対照的に幾人かの観察者は全体的に見てウリベの社会経済政策がより中道主義であると信じて、最初に休戦を宣言する武装勢力次第で、ウリベが交渉による紛争終結の機会を開いたままで残していたと言及する。ウリベはパストラーナ大統領がFARCに与えたカグアン非武装地帯の経験を繰り返さないことを強調した。（そこはおそらくゲリラによって彼らの主な作戦基地として使用された。）
ウリベの強力な支持者もプラン・コロンビアを通じた麻薬政策を支持している。それには除草剤の空中散布も含まれている。それらはコカ作物を恒久的に根絶する効果はなく、却って人間と生態系に大きな被害を与えていると非難されている。
2004年1月欧州対外関係担当委員のクリス・パッテン委員はコロンビアを訪れ、空中散布作戦を批判し懸念を表明した。
反対する組織や批評家は改善は認めるものの、ウリベのコロンビア国内の紛争解決における非妥協的な立場の治安的成果への最初の焦点は、コロンビアの社会経済的な関心の根本からそれて、政治的に市民をウリベの人格（と彼の2期目の再選について）の支持者と批判者に分断すると考えている。何人かの評論家は政権が比較的これらの関心を無視する傾向があるとの認識を示している。
ウリベはこれらのアナリストの多くが（貧困や政治上の疎外や排除のような）紛争のより深遠な要素であるとみなすことを否定しない。そして既に社会経済改革におけるいくつかの努力をしている、経済成長の伴う公的私的な投資による雇用の創出を続け、結局失業と貧困に対処できる、と表明した。
2010年7月、ボゴタの南にあるマカレナで、巨大な穴に2000体もの遺体が埋められていたのが発見された。報奨金目当てに軍で左翼ゲリラに仕立て上げられ殺害された一般市民と見られ、「コロンビア人権擁護常任委員会」や野党はウリベの責任を追及する動きを見せている。

## 大統領退任後
大統領退任後は上院議員を務めている。汚職疑惑が指摘されており、司法妨害を予防するため2020年8月4日には最高裁より自宅軟禁を命じられた。8月5日には新型コロナウイルスの陽性反応を示したことが公表された。
2024年に裁判で証人を買収した罪などで起訴され、2025年7月28日に裁判所から有罪判決を言い渡された。8月1日に自宅軟禁12年の量刑が言い渡された。

## 家族
妻リナ・モレノ・デ・ウリベとの間にトマスとヘロニモの2人の息子がいる。